# Amma
Amma je bog neba in bog stvarnik pri Dogonih v Burkina Fasu in Maliju.
Zgradbo sveta je ustvaril iz kozmičnega jajca z dvema posteljicama. V vsaki posteljici je bil par dvojčkov in vsak dvojček imenovan Nommo je mešano bitje pol moški, pol ženska, je torej nosilec ženskega in moškega dela. Oltarji, ki predstavljajo Ammarja so monoliti. Njegov simbol je pokončno postavljen oval (jajce).